# 카라보보주

카라보보 주의 위치

카라보보주(스페인어: Estado Carabobo)는 베네수엘라 북부에 위치한 주로 주도는 발렌시아이며 면적은 4,650km2, 인구는 2,245,744명(2011년 기준)이다. 1864년에 신설되었으며 14개 지방 자치체를 관할한다. 북쪽으로는 카리브해와 팔콘 주, 남쪽으로는 코헤데스 주와 과리코 주, 동쪽으로는 아라과 주, 서쪽으로는 야라쿠이 주와 접한다.